# Inna Tutukina
Inna Tutukina (en ruso: Інна Тутукина, nacida Inna Tsyganok, 24 de enero de 1986) es una deportista ucraniana que compitió en triatlón (desde 2011 bajo la bandera de Rusia). Ganó una medalla de plata en el Campeonato Mundial por Relevos de 2007.

## Palmarés internacional
| Representando a Ucrania        |                        |                  |         |
| Campeonato Mundial por Relevos |                        |                  |         |
| Año                            | Lugar                  | Medalla          | Prueba  |
| 2007                           | Tiszaújváros (Hungría) | Medalla de plata | Relevos |